# Nintendo DS Lite
Nintendo DS Lite eller bare DS Lite er en forbedret version af den originale Nintendo DS.
Skærmene er gjort mere lysstærke, stylusen er blevet større.